# Extraction
Extraction är en amerikansk action-thrillerfilm från 2020. Filmen har regisserats av Sam Hargrave med manus skrivet av Joe Russo, baserat på den grafiska romanen Ciudad av Ande Parks, Joe Russo, Anthony Russo, Fernando León González och Eric Skillman.
Filmens hade premiär på streamingtjänsten Netflix 24 april 2020.

## Handling
Filmen handlar om Tyler Rake (Chris Hemsworth), som är en orädd legosoldat. Han får i uppdrag att bege sig till Bangladesh för att rädda den kidnappade sonen till en knarkkung.

## Rollista (i urval)
- Chris Hemsworth – Tyler Rake
- Golshifteh Farahani – Nik Kahn
- Adam Bessa – Yaz Kahn
- David Harbour – Gaspar
- Rudhraksh Jaiswal – Ovi Mahajan Jr.
- Randeep Hooda – Saju Rav
- Pankaj Tripathi – Ovi Mahajan Sr.
- Priyanshu Painyuli – Amir Asif
- Sudipto Balav – Sadik